# Ильевское сельское поселение
И́льевское се́льское поселе́ние — муниципальное образование в составе Калачёвского района Волгоградской области.
Административный центр — посёлок Ильевка.

## История
Ильевское сельское поселение образовано 20 января 2005 года в соответствии с Законом Волгоградской области № 994-ОД.

## Население
| 2010  | 2012  | 2013  | 2014  | 2015  | 2016  | 2017  |
| ----- | ----- | ----- | ----- | ----- | ----- | ----- |
| 4637  | ↘4572 | ↘4477 | ↘4390 | ↘4285 | ↘4182 | ↘4102 |
| 2018  | 2019  | 2020  | 2021  |       |       |       |
| ↘4032 | ↘3959 | ↘3872 | ↘3835 |       |       |       |

## Состав сельского поселения
| № | Населённый пункт    | Тип населённого пункта          | Население |
| - | ------------------- | ------------------------------- | --------- |
| 1 | Ильевка             | посёлок, административный центр | ↗1451     |
| 2 | Камыши              | хутор                           | 397       |
| 3 | Пятиморск           | посёлок                         | ↗2657     |
| 4 | Рюмино-Красноярский | хутор                           | 132       |